# Józefin (Łosień)
Józefin – część kolonii Łosień, położonej w województwie lubelskim, w powiecie lubelskim, w gminie Wysokie.

## Położenie
Przez miejscowość przebiega droga wojewódzka nr 835. Znajduje się ona w zachodniej części gminy, na średniej wysokości 269 m n.p.m..
Odległości do większych miejscowości:
- Wysokie – 2 km
- Warszawa – 203 km
- Lublin – 40 km
- Krasnystaw – 42 km
- Frampol – 30 km
- Biłgoraj – 47 km
- Kraśnik – 38 km
- Bychawa – 17 km

## Dawna przynależność administracyjna
W latach 1954–1972 miejscowość należała do gromady Wysokie w powiecie krasnostawskim, w województwie lubelskim. Od 1973 do 1975 roku Józefin przynależał do gminy Wysokie, w powiecie bychawskim. W latach 1975–1998 wieś leżała na terenie województwa zamojskiego, w gminie Wysokie.